# アルキメデスの性質
数学におけるアルキメデスの性質（アルキメデスのせいしつ、英: Archimedean property）とは、古代ギリシャの数学者シラクサのアルキメデスにちなんで名付けられた、実数の体系を典型的な例として一定の種類の群や体などいくつかの代数的構造が共通として持っている性質のことである。ふつう、アルキメデスの性質とは「体系の中に無限大や無限小が現れないこと」という意味で理解される。この概念は古代ギリシャにおける量の理論に端を発しているが、近現代の数学の教育や研究においてもヒルベルトの幾何の公理、順序群や順序体、局所体の理論などにおいて重要な役割を果たしている。
0でない元の任意の対について、それぞれ他方に対して無限小量ではないという意味で、「比較可能」な代数系はアルキメデス的であると呼ばれる。反対に二つの0でない元で片方がもう一方に対して無限小であるような代数系は非アルキメデス的であると呼ばれる。例えば、アルキメデス的な順序群はアルキメデス的順序群あるいはArchimedes的順序群、Archimedes順序群と呼ばれることになる。
アルキメデスの性質は様々な文脈に応じて異なった方法で定式化される。たとえば順序体の文脈ではアルキメデスの公理と呼ばれる命題によってアルキメデス性が定義され、実数体はその意味でのアルキメデス性を持つ一方で、実係数の有理関数体は適当な順序構造によってはアルキメデス性を持たない順序体になる。

## 順序群における定義
順序群Gにおける正の元x, y について、xがyに対して無限小である（あるいは、yがxに対して無限大である）とは、任意の自然数 n について nx がyより小さいこと、つまり以下の不等式が成立することである。
{\displaystyle \underbrace {x+\cdots +x} _{n}<y.}
順序群Gにおける正の元の対x, yで、xがyに対して無限小になっているようなものは存在しないときGはアルキメデス的であると言われる。
順序構造を持つ単位的環の場合には、正の元xが乗法の単位元1に対して無限小であればxは無限小の元であると言われ、同様に元yが1に対して無限大であればyは無限大の元であると言われる。無限小の元も無限大の元も持たない順序環は順序群としてアルキメデス的になる。

### 順序体における定義
順序体Kの場合には、Kが順序群としてアルキメデス的であるということをアルキメデスの公理と呼ばれる以下の命題によって特徴づけることができる。
Kの任意の元xについてある自然数nが存在してn > xとなる。
または、以下の命題によってアルキメデス性を特徴づけることもできる。
Kの、0でない任意の正の元 ε についてある自然数nが存在して 1/n < ε が成り立つ。
これらの単純化は、順序体の場合に成り立つ以下のような事情に基づいている。
- Kは有理数体を含むとしてよい。
- xが無限大ならば 1/x は無限小であり、逆も成り立つ。したがって無限小の元を持たない順序体は無限大の元も持たないことになる。
- xが無限小ならば任意の正の有理数 r について rx は再び無限小となる。したがって、任意の正の元 c について、c/2, c, 2c の3つの元はどれも無限小であるか、あるいはどれも無限小でないかのどちらかである。

これらを基にした、アルキメデス性の異なる定式化については#順序体における同値な定義節を参照のこと。

## 絶対値を持つ体
局所体の理論におけるアルキメデス性は以下のように定義される。Kを絶対値を持つ体、つまりKの元 x に対し正の数 |x| が、四則演算が連続になるように与えられているとする。このとき、0でない任意の元 x についてある自然数 n が存在して
{\displaystyle |\underbrace {x+\cdots +x} _{n}|>1}
となるとき、Kはアルキメデス的であると言われる。

## 歴史
この概念は古代ギリシャの数学者・物理学者であったシラクサのアルキメデスにちなんでいる。アルキメデスの性質はユークリッドの原論第5巻の定義4に現れる:
（訳注: おなじ種類の）量は互いに、何倍かすれば他方よりも大きくなるような、比を持つと言われる。
アルキメデスはこのことをクニドスのエウドクソスに帰しているため、エウドクソスの定理またはエウドクソスの公理としても知られている。
アルキメデスは求積法などに関する物理的な考察の際にもちいた直感的な議論において無限小の量を論じたことはあったが、それらを数学的に厳密な対象として認めることはなかった。en:Archimedes_Palimpsest

ヒルベルトによるアルキメデスの公理の定式化

近現代の数学におけるアルキメデスの公理の定式化に、ヒルベルトによる幾何の公理系に含まれる公理 V-I.
A1を任意に選ばれた点AとBのあいだの直線上の任意の点とせよ。点A2, A3, A4, ... を、A1がAとA2の間に、A2がA1とA3の間に、A3がA2とA4の間になるように選べ。さらに、線分AA1, A1A2, A2A3, A3A4が互いに等しいとせよ。そのとき、この点列のうちで特定のAnについてBがAとAnの間に位置するようなものがある。
がある。

## 例

### 実数のアルキメデス性
実数のなす体は順序体としてもノルム体としてもアルキメデス性を持っている。これは有理数の体系が通常の順序とノルムについてアルキメデス性を持ち実数がその完備化として得られることから従う。
実数はアルキメデスの性質に関して順序体の中で、以下の意味で普遍性を持っている：任意の完備なアルキメデス的順序体は実数の順序体に同型になる。公理的なアプローチに立てば無限小の実数がないことは以下のようにしてしめすこともできる。Aを0より大きい無限小の数全体の集合とする。これはとくに1を上界に持っているが、空集合でなかったとすると、正の最小上界 c があることになる。このとき c より真に大きい 2c は無限小ではあり得ないことになるが、いっぽうでcより真に小さい c / 2は無限小でなければならない。#順序体における定義節の注意によればこれは矛盾である。
直観論理などに基づき構成的な実数のみを認める体系では、無限小の数全体の集合の様に非構成的に与えられた集合の最小上界の存在は保証されないが、それでも（有理数のアルキメデス性により）実数のアルキメデス性は成り立っていることに注意。

### 非アルキメデス的順序体
実数係数の一変数有理関数体には以下のようにして非アルキメデス的な順序体の構造を与えることができる。以下有理関数は分母の多項式の最高次の係数が正の形に表されていると仮定する。多項式に対するユークリッドの互除法を用いれば、任意の有理関数は、多項式（「整式部分」）と、分子の多項式の次数が分母の次数よりも低いような有理関数との和の形に一意的に表される。このとき、 1) 整式部分の最高次の係数が正である、2) 整式部分が0で、分子の最高次の係数が正である、のいずれかの条件を満たすものを正の有理関数と定めると、有理関数体は四則演算と整合的な順序を持つ。実際、この順序に関する正の元 f(t) とは、ある整数 n が存在してt → ∞のときに f(t) tnが正の実数に収束するようなものである。
この順序に関して有理関数 1/t は無限小の元になる。実際、任意の自然数 n について 1 - n.(1/t) は整式部分の最高次係数が 1 > 0 であり、 1 - n.(1/t) は 0より大きい（ あるいは、(1 - n.(1/t))t0 は t → ∞ のとき1 > 0に収束する）。

### 非アルキメデス局所体
有理数体にp進距離を入れたものや、その完備化であるp進体はノルム付き体としてアルキメデス的でない。実際、これらの体系においては自然数のなす部分集合は0を中心とする単位球に含まれている。

## 順序体における同値な定義
順序体は有理数体を素体として、順序構造も込めた形で含む。このことを用いると順序体 K のアルキメデス性を以下のような命題のそれぞれによっても特徴づけることができる。
1. 自然数の集合はKの中で共終である。 — つまり、Kの任意の元はある自然数よりも小さい。したがってアルキメデス的順序体とは自然数が非有界であるような体のことになる。
2. 集合{1/2, 1/3, 1/4, …} は0をKにおける下限として持つ。 — Kに無限小の正の元があれば0よりも大きい{1/2, 1/3, 1/4, …}の下界があることになる。）
3. Kにおける正の有理数と負の有理数の間にある数の集合は閉じている。 — これがなりたつ場合、その集合は0一点からなる。非零の正の無限小の数があったとするとそれらには上限がないし、同様に非零の負の無限小の数は下限を持たない。
4. Kの任意の元xについて、xより大きな整数の集合は最小元を持つ  — xが負の無限大ならばすべての整数がxよりおおきくなるため。
5. Kにおける任意の開区間は有理数を含む。 — xが正の無限小ならば開区間 (x, 2x) は有理数を含まないため。
6. 有理数の集合はsupおよびinfに関してKの中で稠密である。つまり、Kの任意の元 x に対して有理数の部分集合 A があってxはAの上限になっており、infについても同様のことが成り立つ。 — したがってアルキメデス的順序体は有理数を稠密な部分集合とする拡大順序体になっている。

## 注
1. ↑  岩波数学事典 4th ed. 182 順序線形空間A
2. ↑  Knopp, Konrad (1951). Theory and Application of Infinite Series (English 2nd ed.). London and Glasgow: Blackie & Son, Ltd.. p. 7
3. ↑  David Hilbert, 1980 (1899). The Foundations of Geometry, 2nd ed. Chicago: Open Court.
4. ↑  Schechter 1997, §10.3